# 1941-1945年偉大衛國戰爭勝利三十週年獎章
1941-1945年伟大卫国战争胜利三十周年奖章 (俄語：Юбилейная медаль «Тридцать лет Победы в Великой Отечественной войне 1941–1945 гг.»)苏联最高苏维埃主席团于1975年4月25日颁布法令设立的国家纪念章，以此纪念苏联军民在第二次世界大战中击败纳粹德国30周年。

## 颁授情况
1941-1945年伟大的卫国战争勝利三十周年纪念章授予参加1941-1945年苏德战争的苏联武装部队的所有军事和文职人员、游击队员、地下工作者，以及任何其他获得过1941-1945年在伟大的卫国战争中战胜德国奖章、战胜日本奖章或1941-1945年偉大衛國戰爭中忘我勞動獎章的人员。

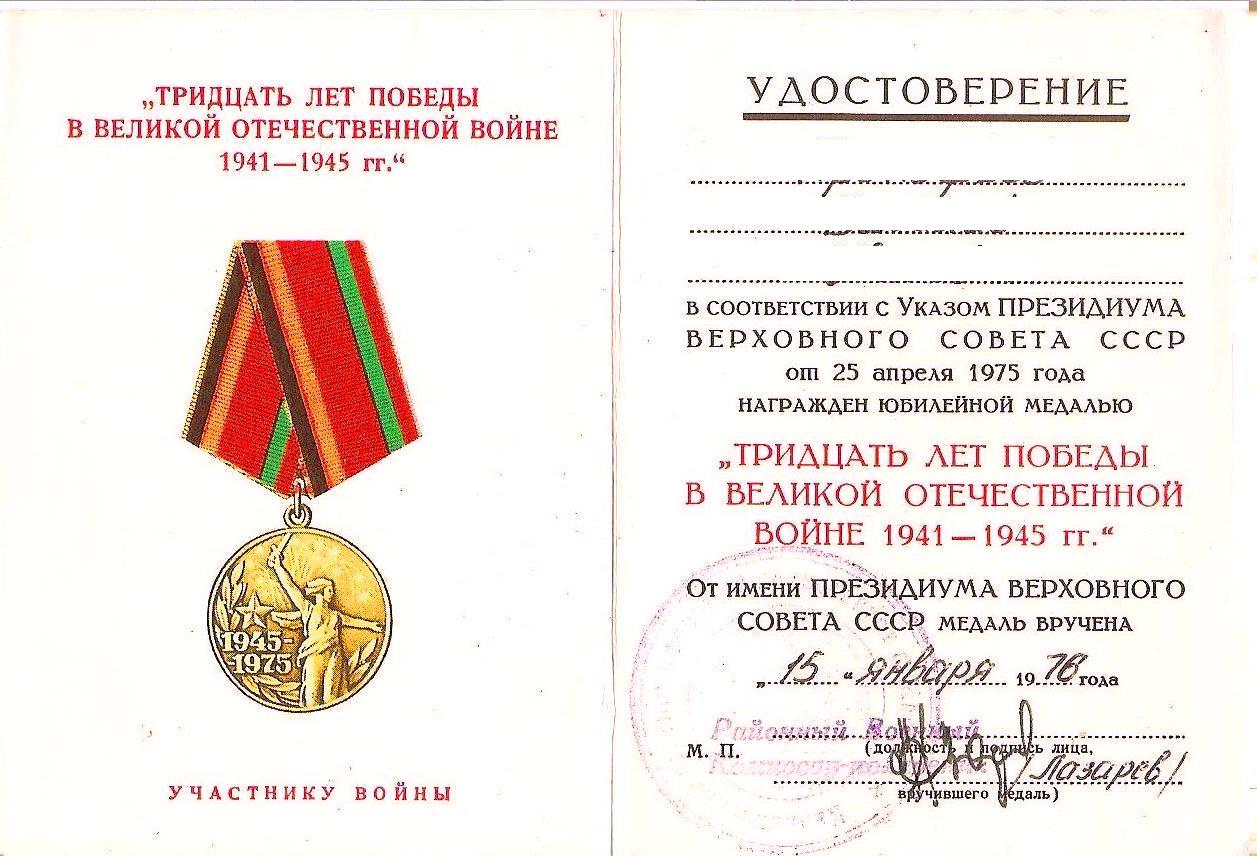
1941-1945年伟大的卫国战争勝利三十周年纪念章证书

该紀念章由各军事单位、编队指挥官，机构、院校负责人，共和国、领地、地区、区或城镇各级军事委员，联盟和自治共和国最高苏维埃，地区、省、县、区和市苏维埃执行委员会，代表苏联最高苏维埃主席团授予获奖人。 每枚紀念章都附有证书，证书为纸质，宽8厘米，长11厘米。并印有奖章名称、获奖人资料以及官方印章和授奖官员签名。
1941-1945年伟大的卫国战争勝利三十周年纪念奖章佩戴在左胸，当存在其他苏联勋章奖章时，应配戴在1941-1945年偉大衛國戰爭勝利二十週年獎章之后，1941-1945年偉大衛國戰爭勝利四十週年獎章之前。如果佩戴了其它俄罗斯联邦勋章或奖章，则后者具有优先权。

## 奖章制式
奖章为圆形，直径为36㎜，由黄铜制成。奖章正面背景是庆祝战争胜利的烟花，下方是斯大林格勒战役纪念碑。奖章左下方是月桂树枝，上面刻有五角星和年份1945-1975。奖章背面上方是俄文：УЧАСТНИКУ ВОЙНЫ，意为致战争的参与者。中间是雕刻的铭文：XXX лет Победы в Великой Отечественной войне 1941—1945 гг，意为：1941-1945年伟大卫国战争胜利三十周年。底部圣乔治丝带上刻有镰刀铁锤图案。在颁授给外国公民的奖章上则没有背面上方的铭文。奖章的边缘镶有边框，所有铭文和图像都是凸面雕刻。

## 部分获奖者

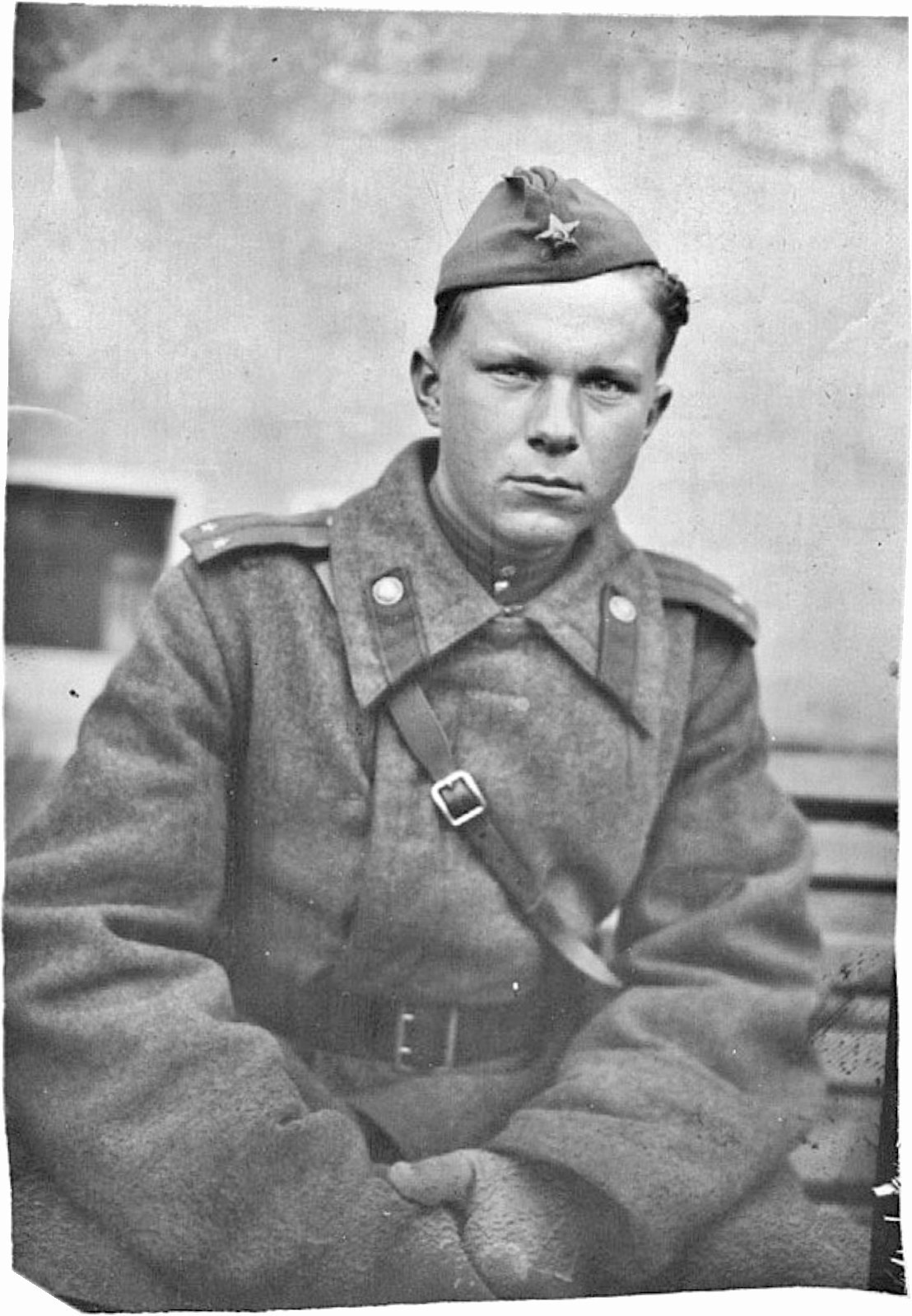
1941-1945年伟大的卫国战争勝利三十周年纪念章获奖者瓦西里·弗拉基米罗维奇·贝科夫

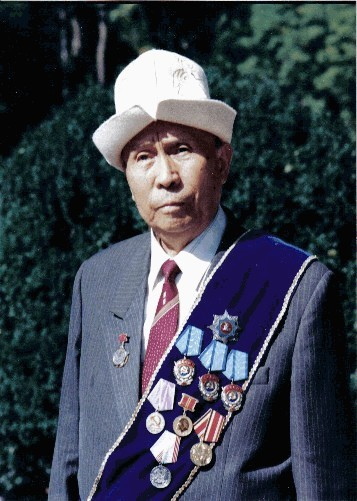
1941-1945年伟大的卫国战争勝利三十周年纪念章获奖者Sopubek Begaliev

### 苏联获奖者
- 狙击手上尉瓦西里·扎伊采夫
- 苏联元帅和国防部长德米特里·费奥多罗维奇·乌斯季诺夫
- 二战歼击机飞行员空军元帅亚历山大·波克雷什金（英语：Alexander Pokryshkin）
- 苏联元帅和国防部长安德烈·安东诺维奇·格列奇科
- 二战海军老兵和极地探险家阿列克谢·特立什尼科夫（英语：Alexey Tryoshnikov）
- 海军元帅弗拉基米尔·库拉伊多夫（英语：Vladimir Kuroyedov）
- 斯大林格勒英雄、上将亚历山大·罗季姆采夫（英语：Alexander Rodimtsev）
- 少校迈克尔·齐赛尔斯基（英语：Michael Tsiselsky）
- 苏联大将谢尔盖·什捷缅科
- 苏联大将谢苗·帕夫洛维奇·伊万诺夫（英语：Semion Ivanov）
- 物理学家亚历山大·米哈伊洛维奇·普罗霍罗夫
- 作曲家、钢琴家吉洪·尼古拉耶维奇·赫连尼科夫
- 苏联元帅瓦西里·伊万诺维奇·崔可夫
- 苏联元帅亚历山大·米哈伊洛维奇·华西列夫斯基
- 少将弗拉基米尔·谢尔盖耶维奇·伊留申
- 苏联元帅伊万·伊格纳季耶维奇·雅库鲍斯基
- 作家上尉瓦西里·弗拉基米罗维奇·贝科夫
- 工程师、火箭发动机设计师瓦伦汀·彼得洛维奇·格卢什科（英语：Valentin Glushko）
- 苏联元帅彼得·基里洛维奇·科舍沃伊（英语：Pyotr Koshevoy）

### 外国获奖者
- 古巴领导人菲德尔·卡斯特罗
- 波兰总统沃依切赫·雅鲁泽尔斯基
- 波兰元帅米哈乌·罗拉-日梅尔斯基